# Лоути, Гарри
Гарри Лоути (англ. Harry Lawtey; род. 26 октября 1996, Оксфорд, Юго-Восточная Англия) — британский актёр, который известен своей ролью Роберта Спиринга в телесериале BBC Two и HBO «Индустрия».

## Ранние годы
Лоути родился в британском Оксфорде, в то время как его отец, военный авиаинженер, служил на базе ВВС Великобритании Брайз-Нортон. Его родители были возлюбленными с детства из северного города Бартон-апон-Хамбер, где до сих пор проживает большая часть его большой семьи. Лоути сказал о родном городе своих родителей: «Я никогда не жил в том месте, откуда, как я чувствую, я родом». У него есть старший брат, который является тренером первой команды футбольного клуба «Суонси Сити» .
Лоути и его семья переехали на Кипр, когда ему было 4 года. Гастрольная постановка «Оливер!», которая шла в местном кипрском амфитеатре, когда Лоути было 13 лет, вдохновила его заняться актёрством. Во время каникул в Англии он прошел прослушивание в театральную школу Сильвии Янг, где он учился в качестве студента-интерната, проживая в принимающей семье в Эбби Вуде вместе с четырьмя другими мальчиками. Затем он закончил частную школу Хартвуд Хаус в 2015 году. Затем он окончил Лондонский центр драматических искусства в 2018 году.

## Карьера
Лоути начал свою карьеру с гостевых появлений в эпизодах телесериала CBBC «Волшебники против пришельцев» и медицинской мыльной оперы BBC One «Катастрофа». В 2016 году он дебютировал в полнометражном кино в криминальном триллере «Город тусклых огней» в роли Чарли Бенсона. Он сыграл Эндрю во втором сезоне детективного нуар-сериала ITV «Марчелла» в 2018 году.
В 2020 году Лоути начал сниматься в роли Роберта Спиринга в телесериале BBC Two и HBO «Индустрия». Он также появился в эпизоде фэнтезийного сериала Netflix «Письмо королю». Затем последовала небольшая роль Бобби Эндрюса в фильме Теренса Дэвиса «Благословение» в 2021 году.
Лоути сыграл кадета Артемиса Маркиза в мистическом фильме 2022 года «Всевидящее око», который вышел в широкий прокат на Netflix. Он также появился в романтической комедийной драме ITV «Ты и я» и в фильме Тодда Филлипса «Джокер: Безумие на двоих». Затем он появится в биографическом фильме «Слова войны».

## Фильмография

### Фильмы
| Год  | Название                 | Роль                 | Примечания |
| ---- | ------------------------ | -------------------- | ---------- |
| 2016 | Город тусклых огней      | Чарли Бенсон         |            |
| 2021 | Благословление           | Бобби Эндрюс         |            |
| 2022 | Всевидящее око           | кадет Артимус Маркис |            |
| 2024 | Джокер: Безумие на двоих | Харви Дент           |            |
| TBA  | Слова войны              | Илья Политковский    |            |
| TBA  | Лонгбурн                 | Джеймс               |            |
| TBA  | Мистер Бёртон            | Ричард Бёртон        | Съемки     |

### Телевидение
| Год       | Название                          | Роль           | Примечания                                                                |
| --------- | --------------------------------- | -------------- | ------------------------------------------------------------------------- |
| 2012      | Волшебники против пришельцев      | Молодой Марк   | Эпизод: «Рассвет Некросов. Часть 1»                                       |
| 2013      | Катастрофа                        | Джей Грин      | Эпизод: «В яслях»                                                         |
| 2015      | Весёлые паровозики из Чаггингтона |                | Роль в озвучивании; эпизоды: «Шкипер Стю и паровой кран», «Коко Экспресс» |
| 2018      | Марчелла                          | Эндрю          | 3 эпизода                                                                 |
| 2020      | Письмо королю                     | Морис          | Эпизод: «Разве она не милашка?»                                           |
| 2020—н.в. | Индустрия                         | Роберт Спиринг | Главная роль                                                              |
| 2023      | Ты и я                            | Бен            | Главная роль                                                              |